# レンゲツツジ
レンゲツツジ（蓮華躑躅、薥、学名: Rhododendron molle subsp. japonicum）はツツジ科ツツジ属の落葉低木で有毒植物。和名は、枝先に輪をなすようにつく花の様子が蓮華に見えることから名付けられたという。「ウマツツジ」「ベコツツジ」などの別名もある。庭木としてもよく利用される。花は朱色で、黄色の種類にキレンゲツツジがある。

## 分布・生育地
日本の北海道南西部から、本州、四国、九州まで分布する。高原などに生え、日当たりのよい草原や湿地にしばしば群生する。

## 特徴
落葉広葉樹の低木で、高さ1 - 2メートル (m) になる。株立ちして、よく枝分かれして、こんもり茂る。樹皮は灰褐色から茶褐色をしていて、浅い縦筋が入る。成木になると樹皮は薄く剥がれるようになる。葉は互生し、長さ5 - 10センチメートル (cm) の倒披針形をしている。秋に、葉は黄色から赤色を帯びて紅葉し、目立つようになる。
花期は春（4 - 6月）。落葉性のツツジの仲間で、新葉が出てくると同時に花が咲く。前年枝の先に短い総状花序を出して、2 - 8個の花をつける。花は直径5 - 6 cmほどのロート状で、花色は朱橙色が多く、場所によって濃淡があり濃紅色のものもある。花が鮮黄色の品種に、キレンゲツツジ（学名: Rhododendron molle subsp. japonicum f. flavum）がある。
果期は10 - 11月。果実は長さ2 - 3 cmの円筒状の蒴果で、熟すると5裂して小さな種子を飛ばす。
頂芽のうち、花芽は長さ8 - 15ミリメートル (mm) と特に大きく、卵形で先端が尖り、赤褐色で光沢のある芽鱗12 - 18枚に覆われている。葉芽は長さ6 - 10 mmほどでやや小さく、側芽は頂芽よりもはるかに小さい。
全体に有毒成分をもつ。1個の花芽から2 - 8個の花が咲く。

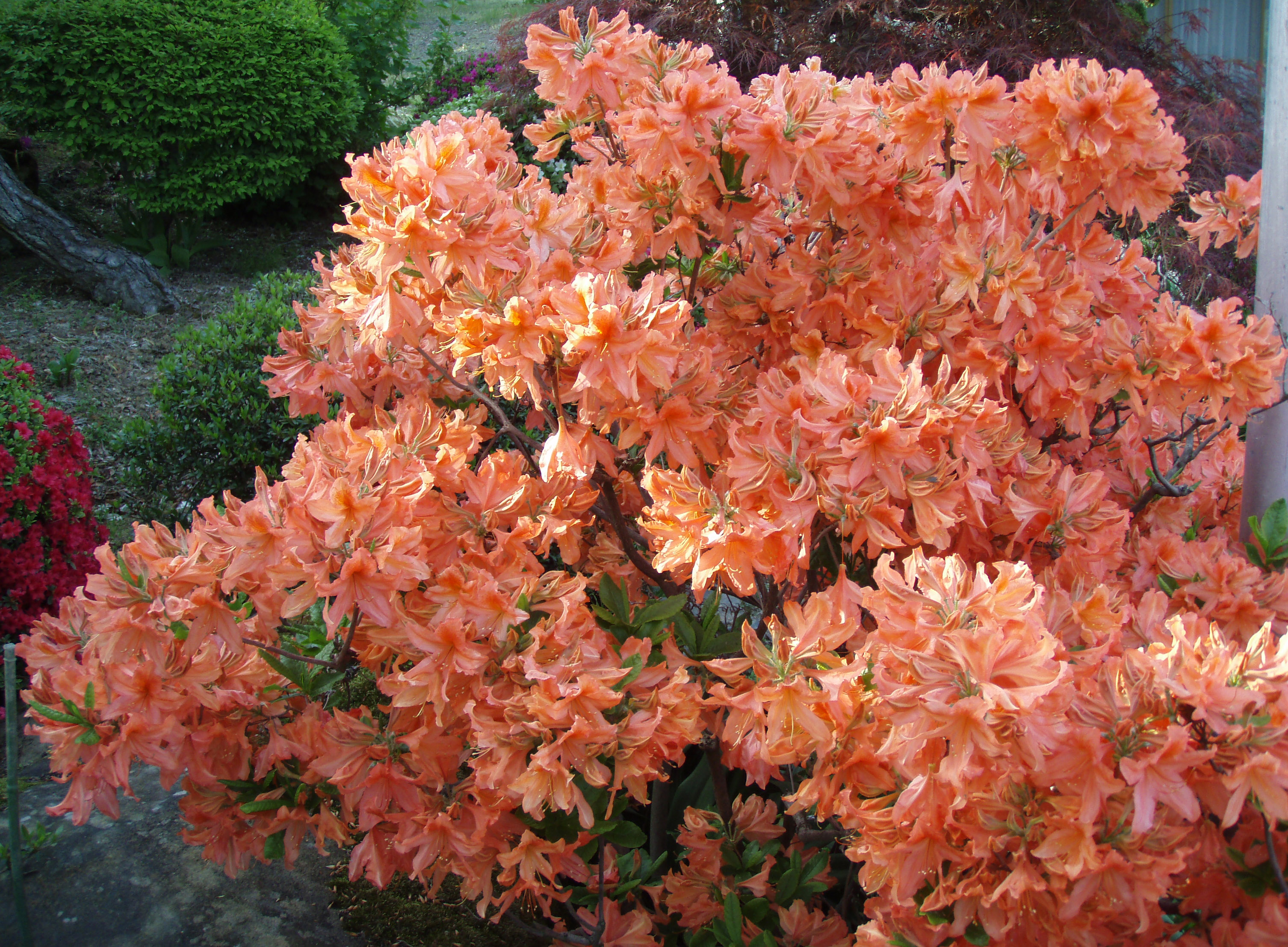
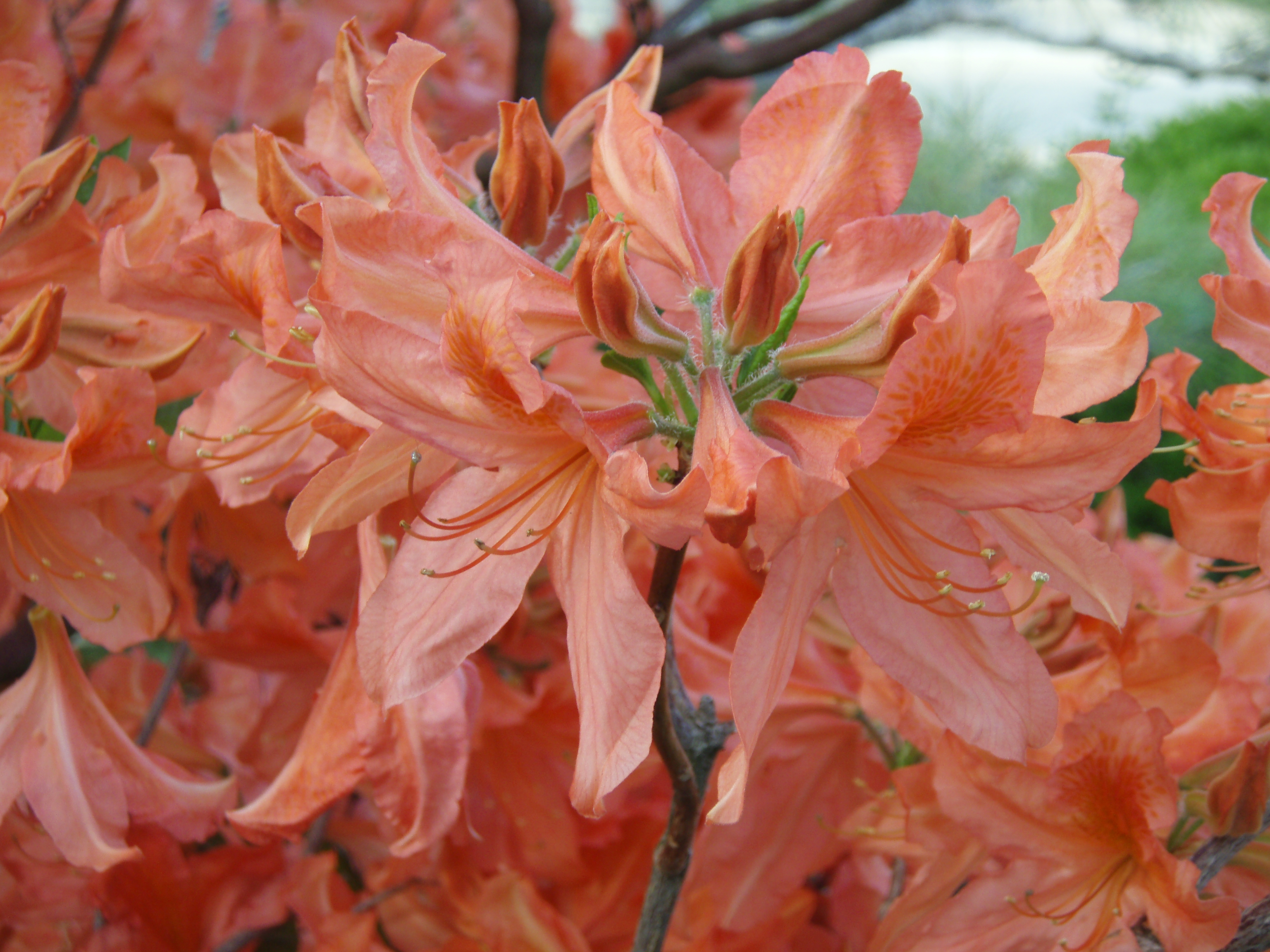
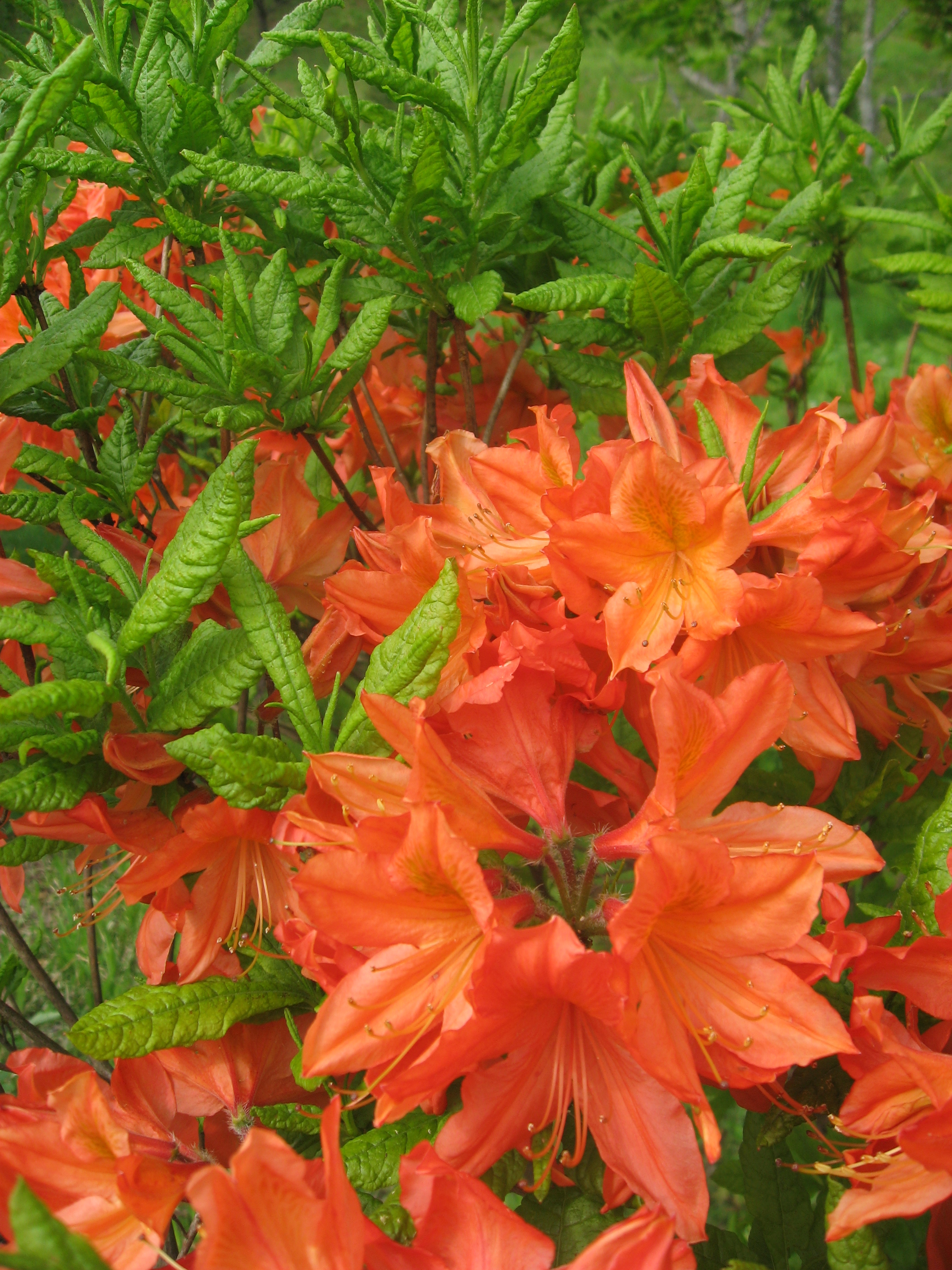
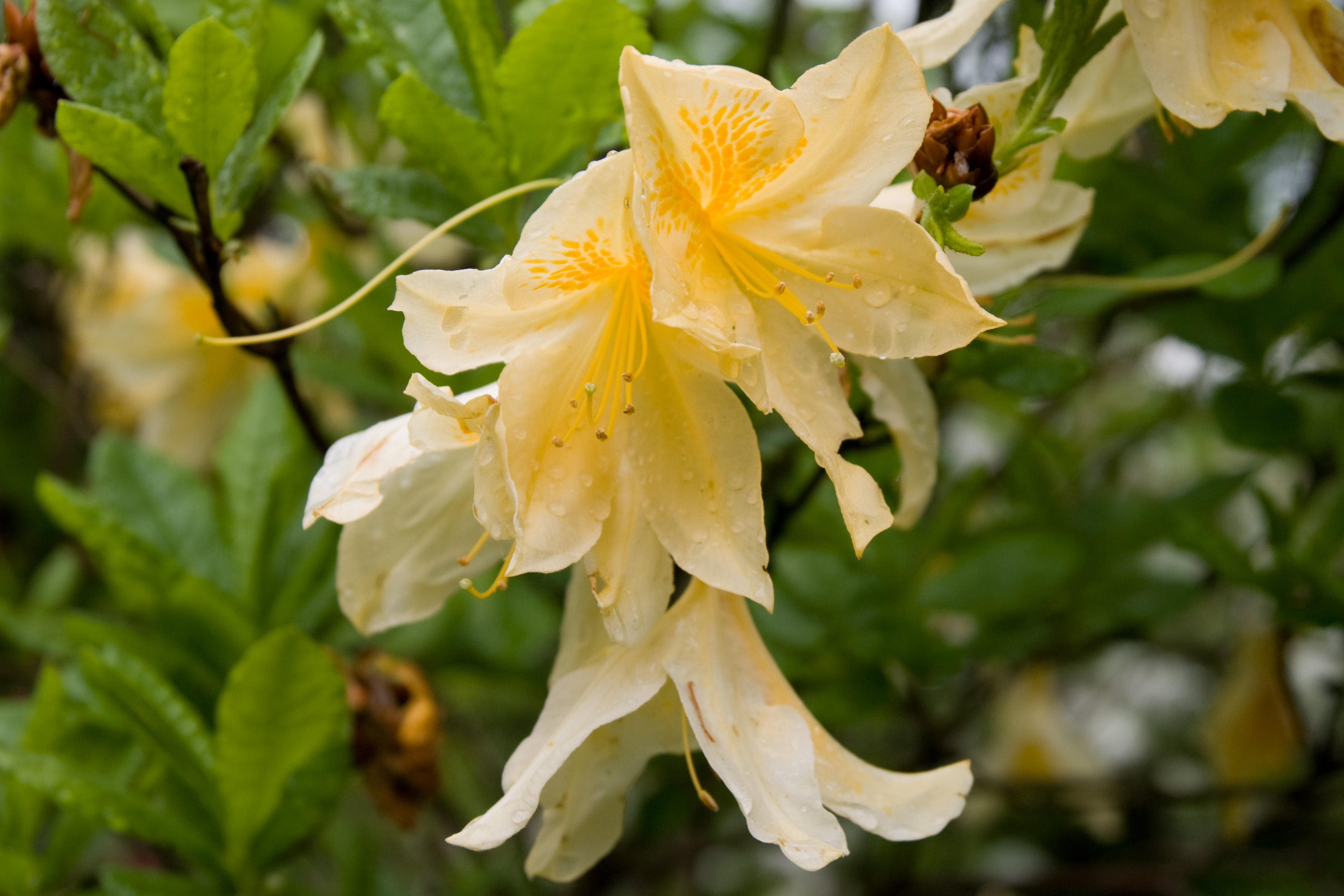
キレンゲツツジ

## 毒性
全木にジテルペンのグラヤノトキシン( grayanotoxin )、ロドジャポニン( rhodjaponine )などの痙攣毒を含み、呼吸停止を引き起こすこともある。牛や馬にとっても有毒なため（ウマツツジ、ベコツツジの別名はこれらの動物に害を与える事から）食べ残すので、レンゲツツジの群生地になっている牧場も多い。花には蜜があり子供が吸う場合があるが、摂取させるのは非常に危険である。トルコ産蜂蜜での中毒例が報告されている。このため、日本の養蜂業者はレンゲツツジが自生している所では蜂蜜を採集しないか開花期を避けるなどしている。

## 利用
植栽として、庭木に使われる。花色が朱色のものも黄色のものもあわせて、庭園の定番としてよく植えられている。花色が一風変わった朱橙色であることから、花材にも使われる。

## 文化
群馬県の県花である。
山梨県三窪高原が、10万株の群生地として有名。
長野県東御市と群馬県吾妻郡嬬恋村の県境にある、湯の丸高原、地蔵峠周辺は、約60万株のレンゲツツジの群生地、湯の丸レンゲツツジ群落として、天然記念物の指定を受けている。
レンゲツツジを市の花としている栃木県矢板市の高原山には標高1200mの八方ヶ原高原があり約20万株のレンゲツツジが群生している。